# Miliolina (género)
Miliolina es un género de foraminífero bentónico considerado un sinónimo posterior de Triloculina de la subfamilia Miliolinellinae, de la familia Hauerinidae, de la superfamilia Milioloidea, del suborden Miliolina y del orden Miliolida. Su especie tipo era Miliolites trigonula. Su rango cronoestratigráfico abarcaba desde el Luteciense (Eoceno medio) hasta la Actualidad.

## Clasificación
Se describieron numerosas especies de Miliolina. Entre las especies más interesantes o más conocidas destacaban:
- Miliolina agglutinans
- Miliolina akneriana
- Miliolina auberiana
- Miliolina badenensis
- Miliolina circularis
- Miliolina consobrina
- Miliolina reussi
- Miliolina tricarinata
- Miliolina trigonula

Un listado completo de las especies descritas en el género Miliolina puede verse en el siguiente anexo.
En Miliolina se han considerado los siguientes subgéneros:
- Miliolina (Quinqueloculina), aceptado como género Quinqueloculina
- Miliolina (Triloculina), aceptado como género Triloculina